# Hyphalosaurus lingyuanensis
O Hyphalosaurus lingyuanensis (ainda sem um nome popular definido) é um réptil pré-histórico do grupo Choristodira e que viveu durante o Cretáceo Inferior. Os seus fósseis foram encontrados na Formação Yixian da República Popular da China e incluem desde ovos (alguns com embriões) até animais adultos. O Hyphalosaurus media até 80 cm de comprimento.
Era um animal aquático, de pescoço e cauda compridos e morfologia hisdrodinâmica. Em 2007 foi encontrado um exemplar com duas cabeças, que representa o primeiro caso conhecido no mundo animal da defomidade conhecida como policefalia.